# Echoes (композиция)
«Echoes» (с англ. — «Эхо») — музыкальная композиция британской рок-группы Pink Floyd из альбома 1971 года Meddle. В оригинальном издании занимает полностью всю вторую сторону винилового диска (LP), является шестым, завершающим треком альбома.
Данная композиция входит в число трёх самых продолжительных у Pink Floyd, незначительно уступая по длительности только «Atom Heart Mother» и «Shine On You Crazy Diamond».
«Echoes» записывалась с января по август 1971 года в лондонских студиях Эбби-Роуд, AIR и Морган. Записи композиции предшествовало сочинение музыкантами Pink Floyd многочисленных звуковых фрагментов, озаглавленных как «Nothing, parts 1—24» (с англ. — «Ничто, или Небытие, части 1—24»), «Son of Nothing» (с англ. — «Сын Небытия») и «Return of the Son of Nothing» (с англ. — «Возвращение сына Небытия»), последнее название использовалось во время первых концертных исполнений композиции в 1971 году.
Впервые «Echoes» была сыграна на сцене 22 апреля 1971 года в английском городе Норидж. В 1971—1975 годах композиция являлась одним из основных концертных номеров Pink Floyd. «Echoes» исполнялась на различных музыкальных фестивалях, в числе которых «Сентябрьский фестиваль классической музыки» в Монтрё и Веве (Швейцария). Спустя 12 лет, в 1987 году, группа сыграла «Echoes» на нескольких концертах турне A Momentary Lapse of Reason. В 2006 году гитарист Pink Floyd Дэвид Гилмор включил эту композицию в свой сольный концертный тур On an Island.
Концертное исполнение «Echoes» представлено в музыкальном фильме 1972 года Live at Pompeii, в котором композиция разделена на две части — одна из них открывает, а другая — завершает концерт.
Музыка «Echoes» в числе прочих композиций Pink Floyd была использована в балетных постановках французского хореографа Ролана Пёти в 1972—1973 годах (Roland Petit Ballet), а также была включена в фильм Crystal Voyager.
«Echoes» является одной из важнейших вех в творчестве Pink Floyd.
Во многом благодаря этой композиции альбом Meddle достиг третьего места в хит-параде Великобритании и был продан только в США тиражом более 2 млн экземпляров. Кроме того, по мнению ряда музыкальных критиков, на основе структуры «Echoes» был записан один из самых продаваемых в истории звукозаписи альбом The Dark Side of the Moon, именно в «Echoes» наметился переход в музыке Pink Floyd от психоделического к прогрессивному стилю и наиболее полно проявился вклад Дэвида Гилмора в сочинение музыки группы. Стихи в «Echoes» нередко называют одним из лучших образцов поэзии Pink Floyd.
Авторами композиции являются все члены группы, стихи написаны Роджером Уотерсом. Вокальные партии в «Echoes» исполняют Дэвид Гилмор и Ричард Райт.

## История записи
В 1971 году музыканты Pink Floyd начали запись нового альбома, который в дальнейшем стал известен под названием Meddle. В процессе работы над новым диском группа во многом повторила тот же подход, что использовался ею годом ранее при создании альбома Atom Heart Mother, в котором была особо выделена заглавная композиция, занявшая целую сторону винилового диска. В дополнение к этой композиции, названной так же, как и альбом — «Atom Heart Mother», на второй стороне пластинки было записано несколько песен, никак не связанных с заглавным треком. Точно так же музыканты Pink Floyd решили сделать и в альбоме Meddle — выделить одну сторону диска целиком под основную композицию, а на другой стороне разместить все остальные песни. Новую композицию, занявшую центральное место в альбоме 1971 года, получившую впоследствии название «Echoes», группа предполагала создать сходной с композицией «Atom Heart Mother» не только по длительности, но и по структуре — включить в неё инструментальные пассажи, импровизации и различного рода звуковые эффекты. При этом в отличие от последней «Echoes» было решено записывать без участия приглашённых музыкантов и только на инструментах членов группы.
По мнению Ника Мейсона, ударника Pink Floyd, методы и техника создания «Atom Heart Mother», восходящие ещё ко временам работы над композицией 1968 года «A Saucerful of Secrets», получили подлинное развитие в процессе записи «Echoes».

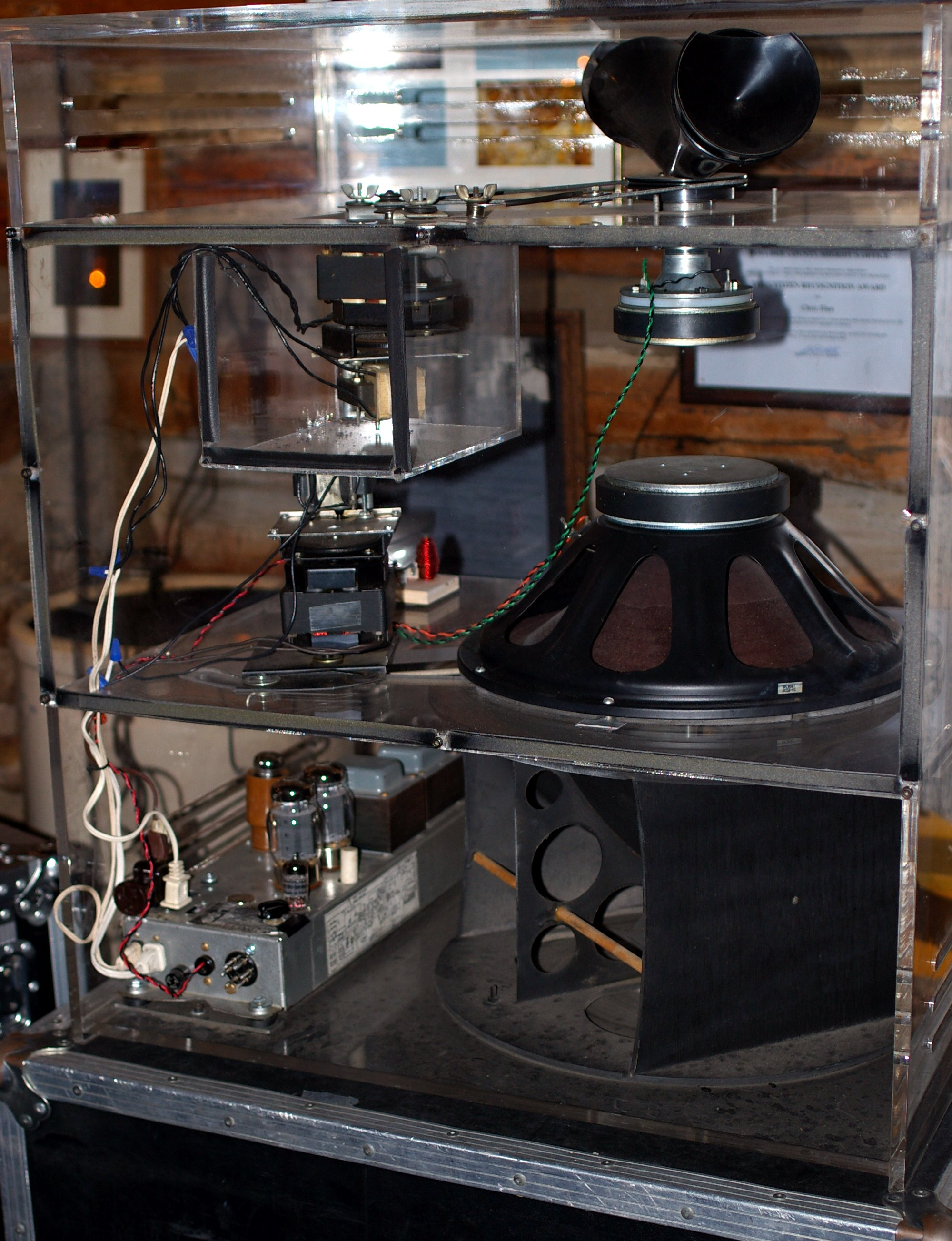
Усилитель «Лесли» в прозрачном корпусе

Запись нового альбома Pink Floyd, а вместе с ним и запись композиции «Echoes», началась 4 января 1971 года в студии компании EMI Эбби-Роуд. Перед началом записи у группы не было каких-либо новых песен и музыкальных идей, поэтому участникам Pink Floyd пришлось потратить часть студийного времени на сочинение музыки. Для того, чтобы стимулировать и ускорить творческий процесс музыканты решили использовать помимо уже известных им способов сочинения новые приёмы и методы. В их числе было создание каждым из участников группы музыкальных фрагментов, как правило, не имевших какой-либо связи с тем, чем занимались остальные музыканты: «каждый раз, когда кого-то озаряла какая-нибудь идея, мы её фиксировали на плёнке». В итоге появившиеся музыкальные фрагменты были собраны вместе и озаглавлены как «Nothing, parts 1—24» (с англ. — «Ничто или Небытие, части 1—24»). На их создание ушло несколько недель студийной работы. По словам Ника Мейсона, эти записи были всего лишь рабочими идеями, достаточно далёкими от полноценных песен. После «Nothing, parts 1—24» появились музыкальные фрагменты «Son of Nothing» (с англ. — «Сын Небытия») и «Return of the Son of Nothing» (с англ. — «Возвращение сына Небытия»). Используя некоторые из этих фрагментов как базу, музыканты Pink Floyd приступили к основному этапу сочинения и записи «Echoes», представлявшему собой наложение студийной игры на большое число различных мелодий и музыкальных тем.
Самым ценным материалом из записанных музыкальных фрагментов Ник Мейсон считает звуки, сыгранные на фортепиано и пропущенные через динамик «Лесли», их выбрали в качестве вступления к «Echoes». Сочетание этих звуков с гитарным проигрышем Дэвида Гилмора дало толчок к дальнейшему построению композиции, которая уже в начале своего создания стала производить «довольно приятное ощущение некой медленно разворачивающейся протяжённой конструкции».
Музыканты Pink Floyd провели много времени, экспериментируя в студии с инструментами, звуковой аппаратурой и имеющимися на тот момент технологиями, пытаясь воспроизвести звуки, которых ранее никто не слышал.
Необычное звучание ряда музыкальных тем «Echoes» часто создавалось в результате этих экспериментов спонтанно.
Так, случайно была создана аранжировка вступления к композиции, звучащая как писк сонара. Такой звуковой эффект возник после того, как клавишник группы, Ричард Райт, подключил фортепиано к усилителю «Лесли». По словам Дэвида Гилмора, всякий раз, когда Райт брал определённую ноту, она отзывалась в головах остальных музыкантов группы «странным резонансом…получалось что-то вроде обратной связи». Воссоздать впоследствии звучание этих нот, особенно конкретного резонанса между фортепиано и динамиком «Лесли», при записи в студии не удалось, для альбома был взят фрагмент с одной из демонстрационных плёнок.
Чтобы записать «плачущие голоса», звучащие ближе к финалу, музыканты поставили два магнитофона на расстоянии шести футов друг от друга и включили их с 10-секундной задержкой.
Крики чаек, записанные в середине композиции, появились в результате ошибки одного из техников группы — педаль wah-wah была подключена неправильно, что создало «огромную стену» фидбэка (обратной связи). Используя это звучание, Дэвид Гилмор смог сымитировать звуки, издаваемые чайками, при помощи гитары.
Фрагмент композиции, в которой слышен шум ветра, был основан на звуках, воспроизводимых Роджером Уотерсом на бас-гитаре при помощи слайда и пропущенных через эхо-машину Binson Echorec.
Часть студийных экспериментов, появившихся во время работы над «Echoes», так и не была использована в записи композиции, в их числе проигрывание фрагментов записи вокала в обратную сторону.

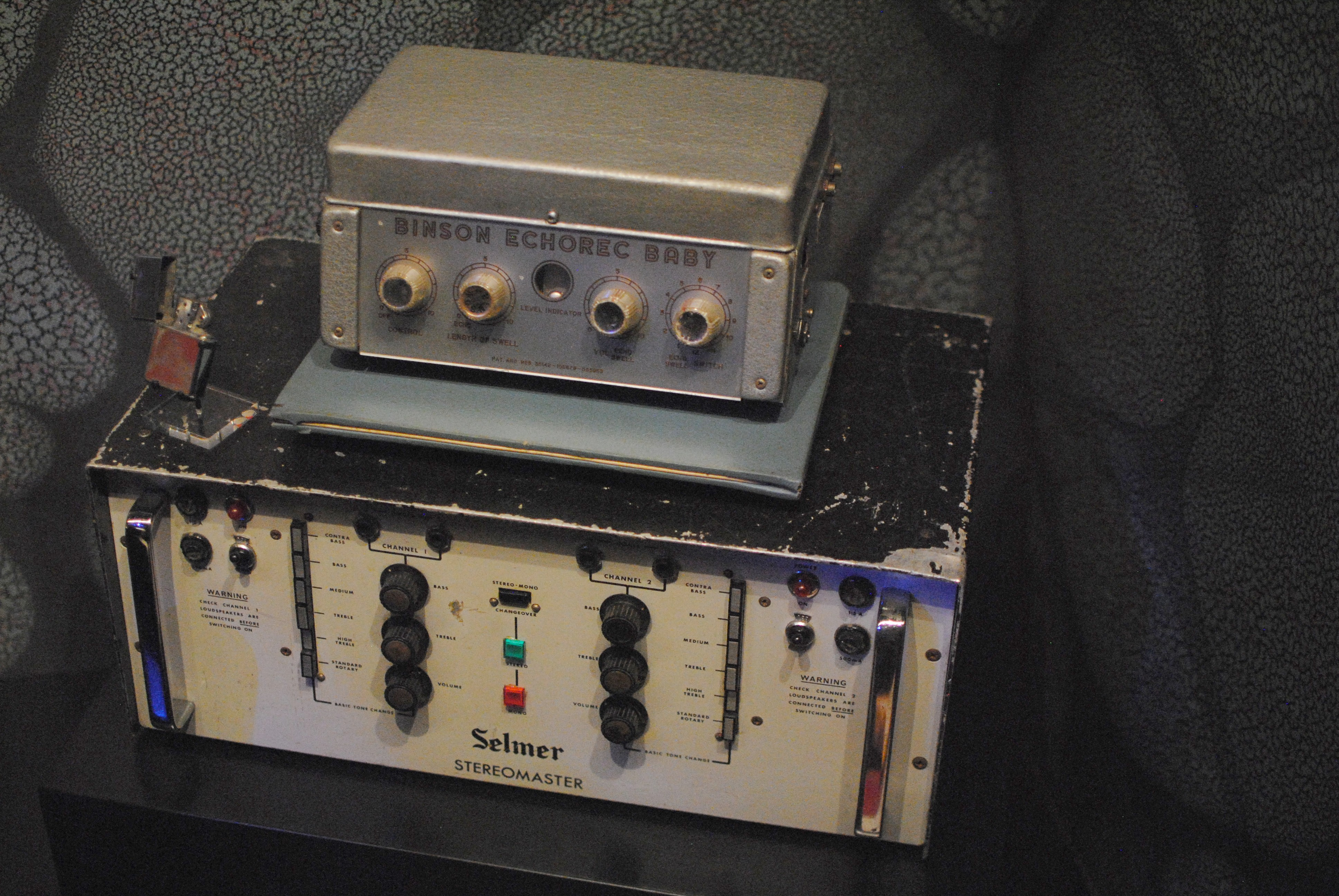
Устройство Binson Echorec Baby и гитарный усилитель
Selmer Stereomaster (на выставке Pink Floyd: Their Mortal Remains)

В той или иной степени в музыке «Echoes» прослеживается влияние популярных песен 1960-х годов. По признанию Дэвида Гилмора, приглушённые ноты, которые он сыграл на гитаре в сопровождении медленной органной мелодии Ричарда Райта во второй части композиции, были навеяны песней «Good Vibrations» группы The Beach Boys.
Основная часть музыкальных идей для «Echoes» была записана в студии Эбби-Роуд. В работе над этими идеями принимали участие звукоинженеры Джон Лекки и Питер Боун (Peter Bown) (они работали над записью композиции также в студии AIR).
Начиная с мая 1971 года, музыканты Pink Floyd периодически стали использовать студию Морган в Западном Хэмпстеде (Северный Лондон), в этой студии к работе над «Echoes» подключились звукоинженеры Роб Блэк (Rob Black) и Роджер Куэстед (Roger Quested). 19 июля участники группы перебрались из студии Эбби-Роуд в студию Морган для того, чтобы в числе прочего произвести микширование трека «Echoes».
Часть записи композиции проводилась также (в июле и августе 1971 года) в студии Джорджа Мартина AIR, располагавшейся на Оксфорд-стрит в лондонском Уэст-Энде, где музыканты Pink Floyd впервые стали использовать 16-дорожечные магнитофоны (треки альбома Atom Heart Mother были записаны на 8 дорожках). Другим техническим новшеством, использованном при создании композиции «Echoes», была возможность записывать музыку, используя затухания на микшерном пульте.
27 августа 1971 года в студии AIR была завершена запись композиции, а 30 октября в США и 5 ноября в Великобритании начались продажи альбома Meddle, в котором «Echoes» заняла центральное место.
Довольно продолжительный процесс записи альбома Meddle (главным образом её основной композиции «Echoes») был вызван тем, что группа часто была вынуждена покидать студию из-за гастрольных поездок по Великобритании, другим европейским странам, США и Австралии. Кроме того, к маю 1971 года группа подготовила к изданию сборник Relics, в очередной раз отвлекаясь от записи нового альбома.
Размещение композиции «Echoes» на второй, а не на первой стороне диска, которое по словам Ника Мейсона могло показаться «довольно странным», было выбрано участниками группы Pink Floyd по той причине, что в начале альбома с их точки зрения лучше всего было разместить песни наиболее подходящие для проигрывания на радио. Вполне вероятно, что этот выбор был сделан под влиянием позиции представителей фирм грамзаписи. Длительность же «Echoes», по утверждению Ника Мейсона, была ограничена возможностями записи на одну сторону винилового диска.
Приобретённый к 1971 году опыт работы над длительными и сложными рок-композициями позволил Pink Floyd осуществить процесс записи «Echoes» в отличие от записи «Atom Heart Mother» намного более осмысленно и сделать его достаточно управляемым. По воспоминаниям звукорежиссёра Джона Лекки, при работе над «Echoes» в студии царила доброжелательная атмосфера, музыканты плодотворно сотрудничали друг с другом. Ник Мейсон также отмечал, что работа над композициями альбома Meddle и, в частности, над «Echoes» впервые со времён создания альбома A Saucerful of Secrets представила Pink Floyd в студии как единое целое и принесла группе «несказанное удовольствие».

## Авторство
Согласно информации, размещённой на наклейке диска Meddle, авторами композиции «Echoes» являются все четверо участников группы — Дэвид Гилмор, Ник Мейсон, Роджер Уотерс и Ричард Райт.
По утверждению Николаса Шэффнера, автора книги «Блюдце, полное чудес. Одиссея Pink Floyd», основная часть музыкальных идей «Echoes» принадлежит Дэвиду Гилмору и Ричарду Райту (в числе прочего клавишник также аранжировал вокальные партии), в построении же единого целого, в гармоничном объединении множества разрозненных музыкальных частей композиции заслуга принадлежит Роджеру Уотерсу и Нику Мейсону.
Относительно авторства композиции Ричард Райт высказался в интервью, опубликованном в журнале Mojo в 2008 году:

— Кто написал Echoes?

— Я?!

— Это было вашей идеей?

— Да, вся партия клавишных в начале и структура аккордов для песни мои, поэтому мой вклад в сочинении музыки весомый. Но, конечно же, авторами композиции являются и другие люди. Естественно, что Роджер написал стихи. Для большого числа песен Роджер сочинял стихи, а Дэвид и я сочиняли музыку. Не для всех, но для многих. [Роджер] тоже приносил свои песни в студию. В частности, песню Money.
Оригинальный текст (англ.)Who wrote Echoes?
 Me?!
 It was your idea?
 Yes, the whole piano thing at the beginnig and the chord structure of the song is mine, so I had a large part in writing that. But it’s credited to other people of course. Roger obviously wrote the lyrics. For a lot of the songs, Roger would write the lyrics and David and I would write the music. Not all of them, but a lot. [Roger] would come up with his own songs, too. Money was something he came into the studio with.

Автор стихов к вокальной части композиции «Echoes» — басист группы, Роджер Уотерс.
Первоначально стихи к «Echoes» были связаны с космосом, но в записанной в альбоме окончательной версии композиции её текст был заметно переработан. Роджер Уотерс посчитал правильным отразить в стихах «внутренний мир» человека и избежать каких-либо упоминаний о космосе, характерных для лирики некоторых ранних песен Pink Floyd: Уотерс намеревался «спуститься с небес на землю, меньше внимания уделять полётам фантазии и больше — тому, что волнует нас самих как обычных людей». В результате этого первая строка первого куплета «Planets singing face to face…» («Поют планеты, обернувшись друг к другу…») изменилась на «Overhead the albatross hangs motionless upon the air…» («Неподвижно альбатрос повис над нами на ветру…»). Композицию с ранней версией стихов можно услышать на неофициально изданных записях группы (бутлегах), сделанных во время первых концертных исполнений «Echoes».
Историк и философ, редактор серии Popular Culture and Philosophy Джордж Рейш считает, что, несущая в себе определённые философские мысли «Echoes», стала важной вехой в поэтической стороне творчества Pink Floyd. Строки из второго куплета композиции —
«Strangers passing in the street
By chance two separate glances meet
And I am you and what I see is me»
заложили основу того, что позднее Роджер Уотерс назвал политическим и философским вопросом, который приводит в движение The Dark side of the Moon (и наиболее отчётливо выражен в стихах «Us and Them») — «могут ли люди видеть себя в других и сочувствовать друг другу вместо того, чтобы враждовать, подозревать, использовать друг друга в своих интересах?»
Эту же мысль Роджер Уотерс повторил в интервью, данном в фильме 2003 года Classic Albums: Pink Floyd – The Making of The Dark Side of the Moon. Рассказывая о смысле текста композиции «Echoes», он отметил, что «Вторая сторона [альбома Meddle] — то, ради чего всё это писалось. Это песня о людях. Это зарождение того самого сочувствия: два незнакомца встретились на дороге, а потом оказывается, что герои видят [друг в друге] самого себя. Эта тема развивается на протяжении всей песни. И за этим следует всплеск чувств».
По мнению Джорджа Рейша, поэзия Уотерса времён «Echoes» всё ещё оставалась в «тени The Beatles» — в строках этой композиции слышны поэтические мотивы «I Am the Walrus» («I am he as you are me…») и «Across the Universe» («exciting and inviting me…»).

## Название
Настоящее название композиции «Echoes» появилось не сразу, ему предшествовали другие варианты названия, смена которых связана с этапами создания композиции от сочинения и процесса записи до первых исполнений на концертах и выхода записи в альбоме.
В самом начале студийной работы над «Echoes» композиция представляла собой набор различных музыкальных фрагментов под названием «Nothing, parts 1—24». В процессе сочинения композиции появились ещё две группы музыкальных фрагментов, их названия развивали тему заглавия первоначального набора музыкальных тем и мелодий: «Son of Nothing» и «Return of the Son of Nothing». В конечном счёте название «Return of the Son of Nothing» (Возвращение сына Небытия) стало рабочим названием новой композиции и всего альбома.
В процессе записи Meddle музыканты Pink Floyd применили тот же метод «обкатки» новой заглавной композиции на концертах, что использовался ими во время работы над альбомом Atom Heart Mother, центральная композиция с которого («Atom Heart Mother») исполнялась на концертах задолго до её официального издания. Группа стала исполнять «Echoes» на концертах за полгода до начала продаж альбома Meddle. Первоначальным названием композиции, которое объявлялось музыкантами Pink Floyd со сцены в период первых концертных исполнений, начиная с премьеры в апреле 1971 года, стало её студийное рабочее название — «Return of the Son of Nothing».
Это название было заменено на «Echoes» только лишь в августе 1971 года.
Одним из странных развлечений Роджера Уотерса на концертах Pink Floyd начала 1970-х годов было объявление композиции «Echoes» под различными названиями, никак не связанными с лирикой композиции. Так, на концерте в Бёблингене (Германия) 15 ноября 1972 года композиция была объявлена как «Смотря сквозь дырку от сучка в деревянной ноге бабули» («Looking Through the Knothole in Granny’s Wooden Leg») — под таким названием она представлена на неофициально изданном компакт-диске The Return of the Sons of Nothing. На концерте во Франкфурте 16 ноября 1972 года «Echoes» была представлена как «Марш подрывников плотин» («The March of the Dambusters»). Известно также такое название, как «Мы выиграли дважды» («We Won the Double») — оно связано с победой футбольного клуба «Арсенал», болельщиком которого Роджер Уотерс является, в чемпионате и завоевания им кубка Англии в 1971 году.

## История концертных исполнений

### 1970-е годы
Премьера композиции «Echoes» состоялась 22 апреля 1971 года в английском городе Норидж в клубе Norwich Lads Club. На этом и всех последующих концертах, состоявшихся до начала гастролей по Японии в августе этого же года, композицию объявляли со сцены как «Return of the Son of Nothing». 7 мая «Echoes» была представлена в концертном зале Ланкастерского университета — среди визуальных эффектов на этом выступлении были слайды астронавтов, высадившихся на Луну, этот концерт посетил Рон Гисин, соавтор Pink Floyd по композиции «Atom Heart Mother».
15 мая 1971 года «Echoes» была исполнена на одном их самых известных концертных выступлений группы в ранний период их творческой карьеры — трёхчасовом концерте в рамках представления Garden Party («Вечеринка в саду») в районе Chrystal Palace в Южном Лондоне. Выступление проходило днём в послеобеденное время на открытой площадке, поэтому группе пришлось отказаться от световых эффектов, обычно сопровождавших их музыку на сцене. Отсутствие световых эффектов частично было компенсировано огненным фейерверком и появившимся во время концерта из-под воды на поверхности небольшого озера, отделявшего сцену от первых зрительских рядов, пятнадцатиметровым надувным осьминогом.
Начиная с 4 июня, «Echoes» исполнялась во время гастролей по городам Западной Германии и Италии.
После европейских гастролей в течение двух вечеров (6 и 7 августа) группа Pink Floyd выступила в Хаконе (Япония) на фестивале Hakone Aphrodite (Hakone Open Air Festival), на котором композиция, известная ранее как «Return of the Son of Nothing», впервые была объявлена со сцены под названием «Echoes».

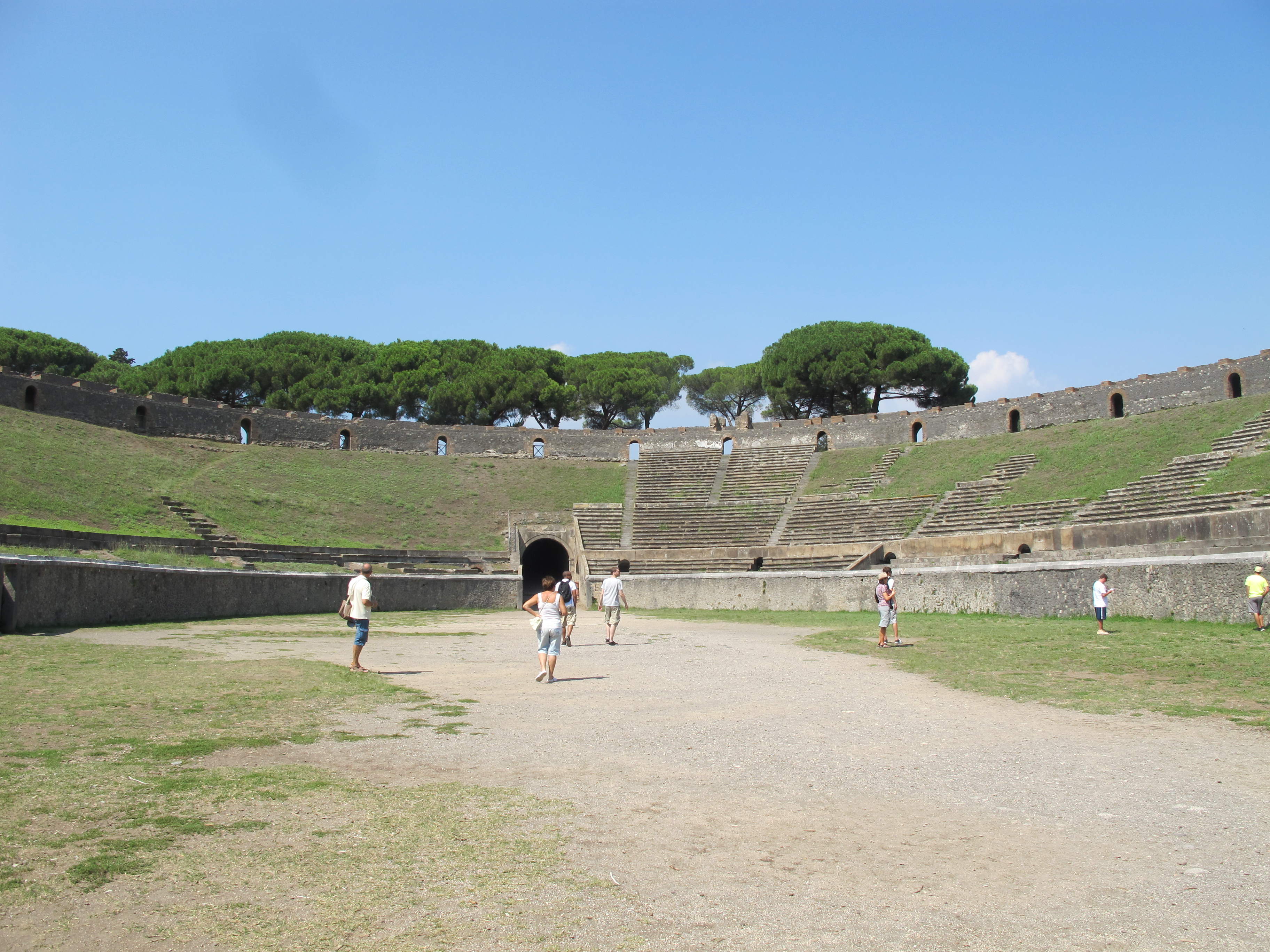
Амфитеатр в Помпеях, в котором в 1971 году проводились съёмки фильма-концерта Live at Pompeii, открывавшегося и завершавшегося двумя частями композиции «Echoes»

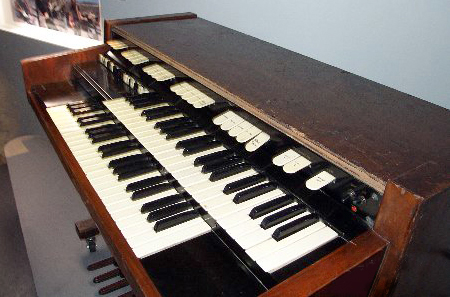
Орган Хаммонда, на котором Ричард Райт играл во время съёмок концерта Live at Pompeii

18 сентября 1971 года «Echoes» была исполнена на «Сентябрьском фестивале классической музыки» в Монтрё и Веве (Швейцария). Pink Floyd стала первой и единственной рок-группой, принявшей участие в этом фестивале.
30 сентября музыканты Pink Floyd сыграли «Echoes» в числе прочих композиций для программы BBC In concert (позднее запись «Echoes» для этой же программы состоялась в 1974 году).
Наибольшую известность получило исполнение «Echoes» на концерте без зрителей в амфитеатре римского города Помпеи. Этот концерт, ставший известным под названием Live at Pompeii, был снят французским режиссёром Адрианом Мабеном. Съёмки Live at Pompeii проходили с 4 по 7 октября 1971 года. В фильме-концерте композиция разделена на две части: первую, длительностью около 11 с половиной минут, открывающую концерт, и вторую, длительностью около 12 с половиной минут, завершающую концерт. Кадры выступления группы в пустом амфитеатре чередуются с кадрами прогулок музыкантов Pink Floyd по склонам вулкана, среди грязевых кратеров и фумарол в Поццуоли, а также с кадрами полуразрушенных зданий на улицах города Помпеи, с кадрами античных барельефов, статуй и т. д. Премьера музыкального фильма Live at Pompeii состоялась в 1972 году. Позднее, в 1974 году, была отснята новая версия фильма, включавшая интервью с музыкантами и кадры записи музыки в студии. В 2003 году вышла режиссёрская версия фильма, дополненная рядом новых кадров, в числе которых запись в студии вокальных партий и гитарного соло из «Echoes».
В октябре и ноябре 1971 года «Echoes» была одним из основных концертных номеров Pink Floyd в североамериканском гастрольном туре, во время которого композиция нередко исполнялась на бис.
С 1972 года основной частью концертного репертуара Pink Floyd становится сюита The Dark Side of the Moon, тем не менее, «Echoes» продолжает оставаться в числе самых часто исполняемых композиций на гастролях. В частности, «Echoes» была сыграна во втором отделении одного из наиболее известных выступлений группы в начале 1970-х годов — на премьере The Dark Side of the Moon. Этот концерт состоялся в январе 1972 года в концертном зале Брайтон-Доум (Брайтон). Также «Echoes» исполнялась в феврале этого же года на выступлении группы в лондонском Rainbow Theatre, которое Николас Шэффнер включил в число концертов, вошедших в историю Pink Floyd.
Кроме того, группа исполняла «Echoes» (наряду с тремя инструментальными композициями) в постановках балета французского хореографа Ролана Пёти. Группа Pink Floyd выступала вместе с балетной труппой в Марселе в ноябре 1972 года и в Париже в январе и феврале 1973 года. Хореографическая постановка в трёх актах Roland Petit Ballet включала акт под названием Pink Floyd Ballet, в который помимо «Echoes» также входили композиции «One of These Days», «Careful with That Axe, Eugene» и «Obscured by Clouds» — «When You’re In». Позднее балет ставился ещё несколько раз, но уже под фонограмму без участия Pink Floyd. Полностью балетная постановка, снятая на репетициях, была показана по телевидению всего лишь один раз 19 декабря 1977 года в программе Pink Floyd Ballet длительностью 38 минут на французском канале ORTF 2. Во время исполнения «Echoes» дизайнер группы Артур Макс применял оригинальный сценический эффект: он включал в работу обычный сварочный аппарат, в результате чего в темноте позади сцены за танцовщиками сыпались искры.

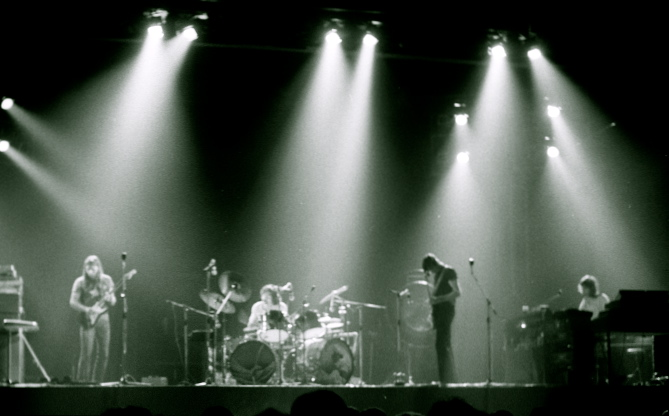
Один из концертов гастрольного тура Dark Side of the Moon, на котором исполнялась «Echoes» — 18 мая 1973 года в Earls Court (Лондон)

В марте и июне 1973 года во время очередных североамериканских гастролей музыканты Pink Floyd стали исполнять «Echoes» чаще всего в первом отделении концерта (иногда первым номером), а сюиту The Dark Side of the Moon стали играть в завершающей части представления (во время гастролей 1972 года в первом отделении концерта исполняли The Dark Side of the Moon, а «Echoes», как правило, играли ближе к финалу). Среди прочих концертов этого турне Николас Шэффнер особо отметил выступление в концертном зале Радио-сити-мьюзик-холл в Нью-Йорке.

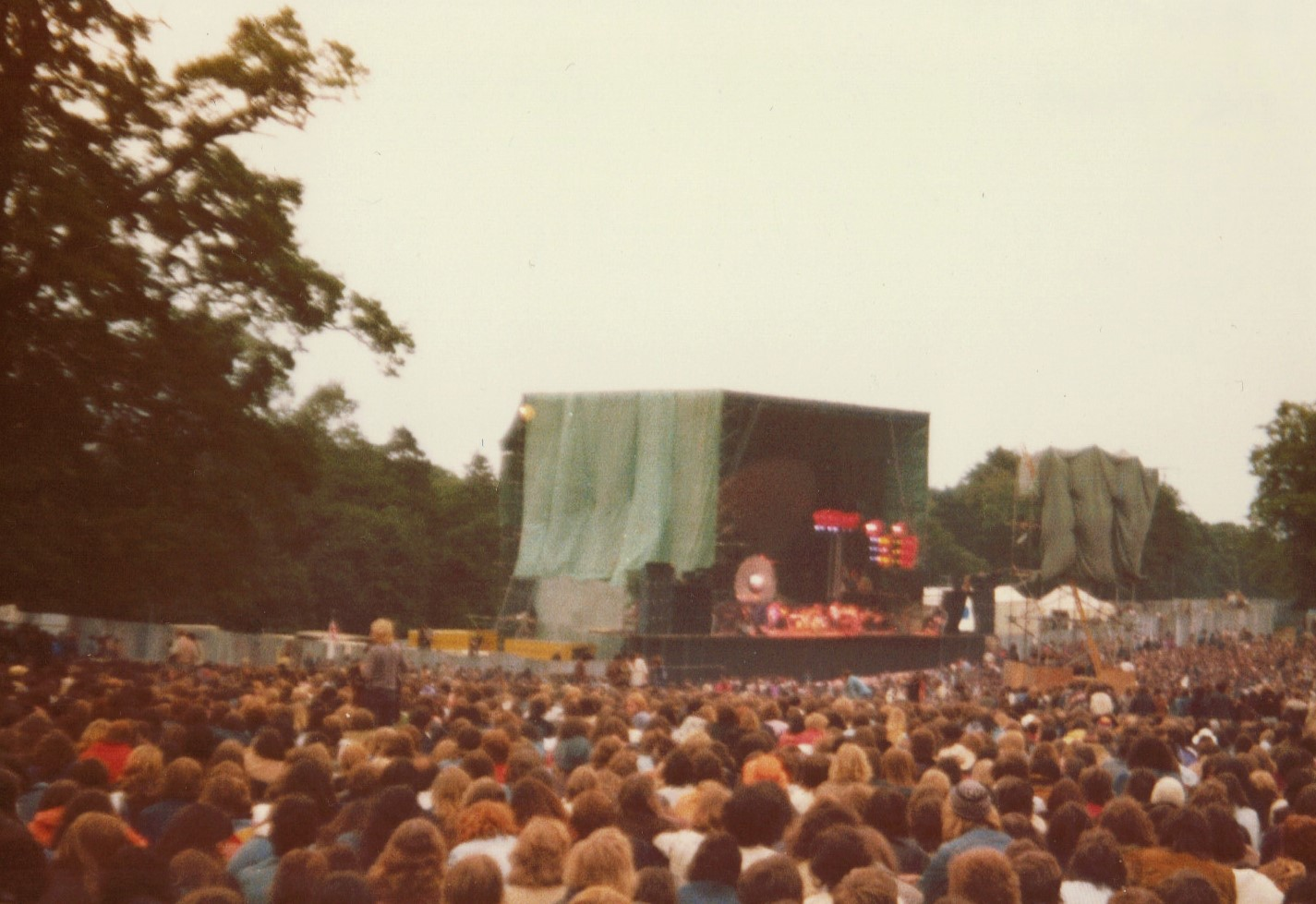
Концерт Pink Floyd на фестивале в Небуорте, на котором «Echoes» была исполнена в 1970-х в последний раз

Как и остальные концертные номера Pink Floyd, «Echoes», исполняемая на сцене, значительно отличалась от студийной версии. На концертах те или иные части композиции сокращались или, напротив, удлинялись, изменялись мелодии, аранжировка и т. п.
Так, в поздний период концертного исполнения «Echoes» в 1974 и 1975 годах в композицию включался музыкальный фрагмент, сыгранный на саксофоне (в исполнении Дика Пэрри), кроме того, некоторые части «Echoes» дополнялись вокализом, исполняемым певицами Венеттой Филдз и Карленой Уильямс (Carlena Williams). В таком варианте композиция исполнялась, в частности, на стадионе Wembley с 14 по 17 ноября 1974 года — данный концерт неофициально издан под такими названиями, как We are from Planet Earth, Wembley 1974, Amazing Wembley и т. д., в 2016 году запись «Echoes» с этого концерта официально издана группой Pink Floyd в сборнике Reverber/ation в составе бокс-сета The Early Years 1965–1972. Нехарактерное для музыки Pink Floyd 1971 года (времени создания «Echoes») участие в записи бэк-вокалисток и саксофониста становится позднее неотъемлемой частью звучания Pink Floyd, начиная с выпуска альбома The Dark Side of the Moon в 1973 году. В последний раз в 1970-х годах композиция «Echoes» была исполнена 5 июля 1975 года на фестивале в Небуорте (Хартфордшир).
По утверждению Энди Маббетта (Andy Mabbett), редактора журнала The Amazing Pudding и автора ряда книг о Pink Floyd, средняя часть композиции «Echoes» периодически использовалась во время концертных исполнений песни «Embryo».

### 1980-е годы
«Echoes» исполнялась первым номером, открывающим концерты Pink Floyd, в 1987 году в самом начале гастрольного тура A Momentary Lapse of Reason. После нескольких выступлений музыканты решили больше не исполнять эту композицию на сцене. Вместо «Echoes» первой композицией на дальнейших концертах стала «Shine On You Crazy Diamond». Ник Мейсон объяснял это тем, что часть музыкального материала группы можно рассматривать как «совсем раннюю», это отражено в первую очередь в текстах той или иной композиции. Несмотря на то, что «Echoes» хорошо принималась публикой, Дэвид Гилмор чувствовал себя «не совсем комфортно, распевая о солнечном свете и альбатросе…получался…небольшой перебор». Сам Дэвид Гилмор объяснял «неестественное» звучание композиции, не соответствующее оригиналу, тем, что молодые музыканты, участвовавшие в гастролях Pink Floyd 1987 года, были достаточно хорошо технически подготовленными и просто не смогли сыграть так непрофессионально, как это делала группа Pink Floyd в 1970-е годы.

### 2000-е и 2010-е годы

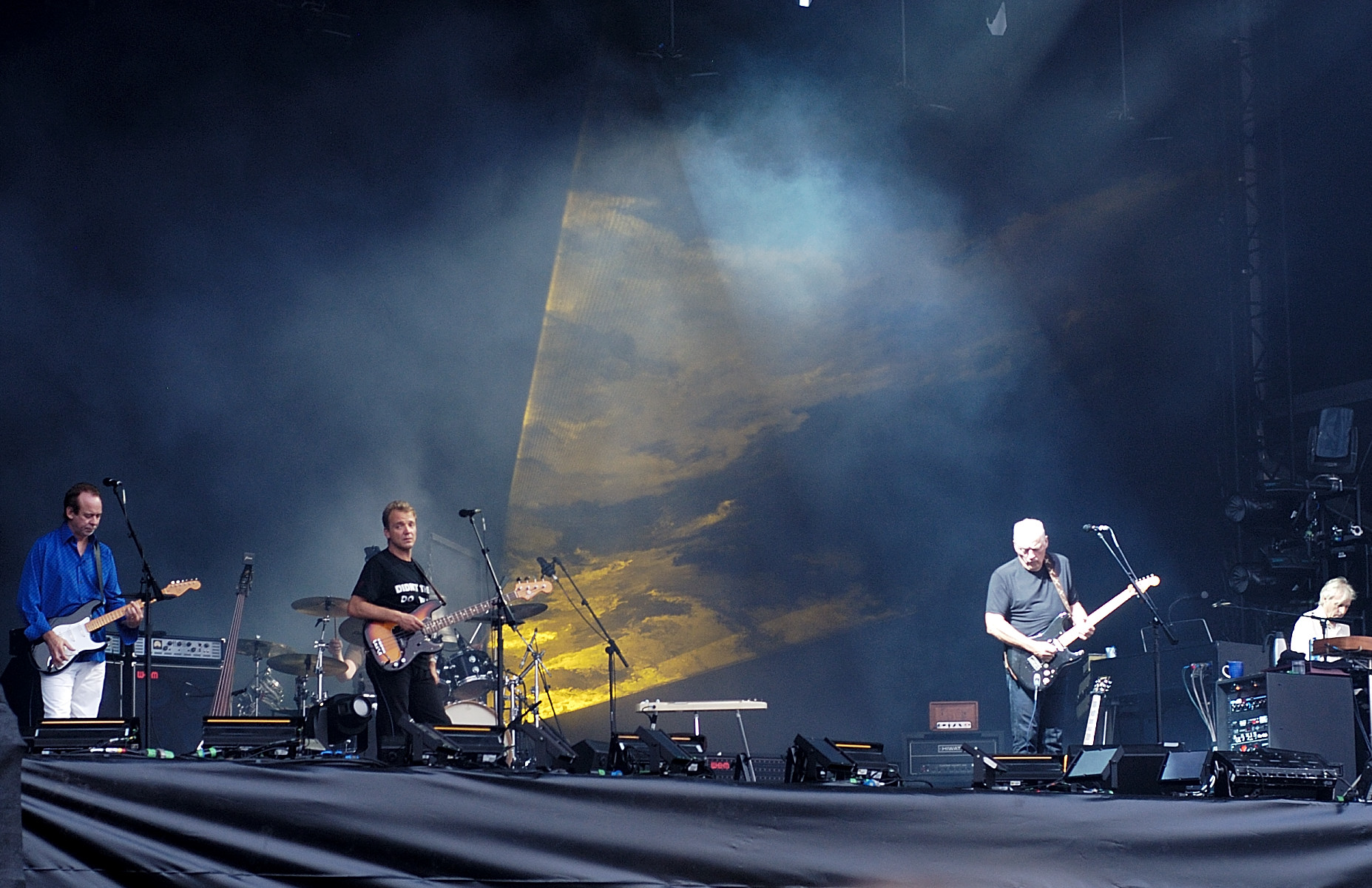
Один из концертов гастрольного тура Дэвида Гилмора (с участием Ричарда Райта) On an Island, на котором исполнялась «Echoes» — 29 июля 2006 года в Мюнхене

В 2006 году «Echoes» была включена Дэвидом Гилмором в программу его сольного концертного тура, проведённого в поддержку альбома On an Island (On an Island tour). Видеозапись концертного исполнения «Echoes» с этих гастролей (на сцене лондонского «Альберт-холла» в мае 2006 года) вошла в изданный в 2007 году DVD Remember That Night.
Кроме того, записи исполнения «Echoes» в аудио- и видеоверсиях включены в концертный альбом Live in Gdańsk 2008 года: аудиоверсия — на втором компакт-диске стандартного издания (длительность: 25:26); видеоверсия — на концертном DVD издания из трёх дисков и дополнительно в акустической версии (длительность: 6:51) на DVD издания из четырёх дисков. Акустическая версия «Echoes» представляет собой финальную часть композиции, сыгранную в августе 2006 года в студии Эбби-Роуд (Live from Abbey Road). Также «Echoes» выпущена на виниловых дисках: на четвёртом диске (LP4) альбома Live in Gdańsk  — запись с концерта в Гданьске, и на пятом диске (LP5) — акустическая запись с концерта в Эбби-Роуд. Как на концерте в «Альберт-Холле», так и на концертах в Гданьске и в студии Эбби-Роуд вместе с Дэвидом Гилмором в выступлениях участвовал Ричард Райт.
Также в 2000-е и 2010-е годы композиция «Echoes» в той или иной версии входила в число концертных номеров таких исполнителей, как Mostly Autumn, Dream Theater, Дин Уин и других.
В настоящее время «Echoes» исполняется на концертах целого ряда трибьют-групп Pink Floyd, таких, как австралийская Australian Pink Floyd Show, американские The Machine The Pink Floyd Experience,
английские Brit Floyd, Think Floyd, UK Pink Floyd Experience (UKPFE) и The Pink Floyd Show UK,
испанская Pink Tones,
германская Echoes и других.
Концертные записи «Echoes» изданы группой The Machine в двойном концертном альбоме Two Nights At The Keswick в 2010 году, группой Think Floyd на компакт-диске Think Floyd Live at Pompeii в 2012 году, группой Australian Pink Floyd Show на DVD Eclipsed By The Moon — Live In Germany в 2013 году, группой The Pink Floyd Show UK в одноимённом двойном альбоме в 2013 году и т. д.

## Критика
Композиция «Echoes» никогда не включалась в списки музыкальных хит-парадов, так как она никогда не выпускалась отдельно в формате сингла, а её длительность всегда препятствовала трансляции в эфире музыкальных FM-радиостанций. Тем не менее, являясь центральной композицией альбома Meddle, именно «Echoes» оказала ощутимое влияние на рост продаж этого диска в различных странах и сыграла решающую роль в том, что Meddle достиг высоких позиций в хит-парадах: в частности, в хит-параде Великобритании этот альбом занял третье место, а в США, несмотря на низкие позиции в чартах, был продан в количестве более 2 млн экземпляров (в 1973 году Meddle стал в США золотым, а к 1994 году — дважды платиновым). По мнению Николаса Шэффнера, Meddle стал первым «основательным» и «представительным» альбомом Pink Floyd, созданным группой после ухода Сида Барретта. Meddle определил дальнейшее направление развития творчества группы, именно музыкальная структура «Echoes» легла в основу целого альбома Pink Floyd (The Dark Side of the Moon), попавшего в историю рок-музыки как установившего рекорд по длительности пребывания в хит-парадах. О прямой связи «Echoes» и выпущенного немного позднее в 1973 году одного из самых успешных альбомов группы упоминает и Уильям Руллман (William Ruhlmann) в обзоре композиции на сайте Allmusic. По его мнению, вокальные гармонии альбома The Dark Side of the Moon ведут своё происхождение от вокальных партий Дэвида Гилмора и Ричарда Райта в «Echoes». Билл Шапиро отметил, что музыкальная атмосфера, созданная в «Echoes», в совершенстве была реализована в сюите The Dark Side of the Moon. «Echoes» не хватило всего лишь слаженности и чёткости структуры, чтобы достичь такого же успеха, какого достигла сюита 1973 года (Rock & Roll Review: A Guide to Good Rock on CD, 1991). Важным представлялся также постоянно растущий вклад Дэвида Гилмора в сочинение музыки: его влияние на мелодическую сторону творчества Pink Floyd наиболее полно проявилось к тому времени в записи альбома Meddle и его основной части — композиции «Echoes».
Сразу после выпуска Meddle в отношении альбома и композиции «Echoes» в частности высказывались самые полярные точки зрения. Одни музыкальные критики оценили новую работу Pink Floyd скептически: так, например, Майкл Уоттс из Melody Maker назвал альбом «саундтреком к несуществующему фильму». Другие критики встретили Meddle положительно: в частности, New Musical Express охарактеризовала «Echoes» как «наивысшую точку, к которой стремились Флойд», а Meddle — как «исключительно хороший альбом», Rolling Stone отметил новый альбом Pink Floyd, как «сногсшибательный Флойд от начала до конца»:

«Echoes», 23-минутная аудиофеерия Pink Floyd, что занимает всю вторую сторону, повторяет в новых музыкальных рамках некоторые из старых тем и мелодических линий, характерных для предыдущих альбомов. Всё это плюс фанковый фрагмент ритм-секции с органом и потрясающее соло Гилмора прибавляется к прекрасной продолжительной электронной прогулке. Meddle — это сногсшибательный Floyd от начала до конца.
Оригинальный текст (англ.)"Echoes", a 23-minute Pink Floyd aural extravaganza that takes up all of side two, recaptures, within a new musical framework, some of the old themes and melody lines from earlier albums. All of this plus a funky organ-bass-drums segment and a stunning Gilmour solo adds up to a fine extended electronic outing. Meddle is killer Floyd from start to finish.

Рок-критик Ленни Кэй (Lanny Kaye) отметил, что в «Echoes» представлены характерные для классической манеры Pink Floyd размеры на четыре четверти в темпе «slow»:

Каждый фрагмент соответствовал следующему за ним и плавно перетекал в другой, благодаря нескончаемому потоку тем и мотивов. Временами на поверхности показывалось то, что можно принять за обычную песню, но её тут же накрывали волны и уносили с собой.

Эд Келлехер (Ed Kelleher) в статье, опубликованной журналом Circus (1972), назвал «Echoes» «симфонической поэмой» («a tone poem»), а вокальный дуэт Ричарда Райта и Дэвида Гилмора в этой композиции «превосходным» («the duets between Rick and David are superlative»):

Всё поднимается и падает на продолжительной музыкальной волне, словно неустанный и успокаивающий тихоокеанский прилив. Это ещё один шедевр шедевральной группы.
Оригинальный текст (англ.)The whole rises and falls on a continuing musical wave, as relentless and comforting as the Pacific’s tide. This is another masterpiece by a masterful group.

Джордж Рейш в издании Pink Floyd and Philosophy отметил то, что в композиции «Echoes» наиболее ярко воплощена особая концепция творчества Pink Floyd, позволяющая музыкантам выстраивать продолжительные музыкальные сюиты:

«Echoes» представляет собой нечто вроде доказательства музыкальной концепции Pink Floyd — демонстрацию того, что песню из трёх куплетов с инструментальными фрагментами между ними можно как угодно растягивать, наполнять, разбивать на части, переупорядочивать и возвышенно замедлять, чтобы создать восхищающий 20-минутный музыкальный опыт. «Echoes» медленно перетекает от отлива к приливу и порой неожиданно драматично меняется, сохраняя, тем не менее, ощущение единства и стремления к цели, и постепенно возвращается к своему последнему, финальному куплету.
Оригинальный текст (англ.)«Echoes» can be understood as something like Pink Floyd’ proof of concept — a demonstration that a fairly simple song with three verses and an instrumetal break can be variously stretched, magnified, broken-apart, rearranged, and greatly slowed-down to create an exhilarating twenty-minute musical experience. «Echoes» ebbs and flows, and sometimes changes dramatically and suddenly. Yet it retains a sense of unity and purpose as it gradually circles back to its last, final verse.

Стив Петерсон (Steve Peterson) на страницах издания Hit Parader 1973 года упоминает в «Echoes» исключительно прекрасное звучание органа.
В обзоре альбома Meddle на сайте американского музыкального критика Роберта Кристгау по отношению к «Echoes» употребляется такое метафорическое сравнение, как «„Echoes“ движется 23 минуты „Через Вселенную“ с вневременной безмятежностью межзвёздного ускорения…» («„Echoes“ moves through 23:21 of „Across the Universe“ cop with the timeless calm of interstellar overdrive…»), в котором отмечены отсылки к песне The Beatles «Across the Universe» и ранней композиции Pink Floyd «Interstellar Overdrive». Альбом Meddle получает у Роберта Кристгау оценку «качественной или достаточно интересной записи, содержащей, по крайней мере, три достойных номера», и наряду с альбомом The Wall среди записей Pink Floyd уступает только The Dark Side of the Moon, Animals и получившей наивысшую оценку Wish You Were Here.
Для Pink Floyd «Echoes» стал той композицией, в которой наметился переход от психоделического стиля музыки к прогрессивному. Смену музыкального направления группы подчёркивают ряд критиков, характеризуя её как с положительной, так и с отрицательной стороны.
Так, например, в критическом обзоре альбома Meddle на сайте BBC Music «Echoes» приводится как яркий пример композиций прогрессивного рока. Музыкальный критик и автор книги «Pink Floyd: Behind the Wall» Хью Филдер (Hugh Fielder) в обзоре музыки группы на страницах журнала Classic Rock отметил, что «Echoes» «определяет характер альбома» Meddle, который, в свою очередь, «будучи первым „настоящим“ флойдовским альбомом…ликвидирует остатки психоделии и знаменует вступление в самое плодотворное для группы десятилетие», именно в двух лучших треках альбома «One of These Days» и «Echoes» «обозначается новое направление группы».
В то же время итальянский музыкальный критик Пьеро Скаруффи назвал сюиту «Echoes» «…стерилизованным в состоянии наркоза спейс-роком „Interstellar Overdrive“» («…sterilized and anesthetized the space-rock of Interstellar Overdrive»), менее экспериментальной, чем «Atom Heart Mother». В период выпуска альбома Meddle, по его словам, Pink Floyd изменил «букве и духу психоделической музыки». «Echoes», согласно П. Скаруффи, представлял «очищенную трансцендентную стагнацию, смешавшую в себе различные музыкальные стили и приёмы из ранних альбомов…» («distilled the transcendent stagnation of a medley of musical styles…»).
Особо критики отмечают в «Echoes» стихи Роджера Уотерса. Так, автор статьи о Meddle, опубликованной на сайте BBC Music, называет лирику «Echoes» одним из лучших образцов поэзии Pink Floyd. А Николас Шэффнер полагал, что именно в текстах композиции «Echoes» впервые появляются размытые и тайные намётки «темы отчуждения», которые станут характерной чертой поэзии Роджера Уотерса на всех последующих работах группы.
Многие музыкальные критики, биографы и тесно связанные с творчеством Pink Floyd музыканты отмечают преемственность в принципе построения музыкальных композиций от «A Saucerful of Secrets» 1968 года до «Echoes» и далее, выражающееся в так называемом архитектурном решении создания музыкальной структуры. Так, Энди Маббетт считает, что «A Saucerful of Secrets» проложила путь другим, возможно, структурно более чётким композициям, которые через «Atom Heart Mother» и «Echoes» развились в The Dark Side of the Moon. Подобным образом высказался и сам Дэвид Гилмор: «Если взять „A Saucerful of Secrets“, композицию „Atom Heart Mother“, затем — „Echoes“, то все они очень логично выстраиваются в цепочку, которая ведёт к „Dark Side of the Moon“ и всему тому, что было написано после неё».
Для Pink Floyd «Echoes» стала одной из наиболее значимых композиций, что отражено в регулярном её использовании на концертах группы в 1970-х годах и сольных концертах Дэвида Гилмора в 2000-х годах. Это подтверждается также включением композиции в сборники лучших песен Pink Floyd, в частности, в собрание лучших произведений, выпущенное в 2001 году (в качестве заглавия которого было выбрано название композиции «Echoes»): «Echoes: The Best of Pink Floyd».
Влияние «Echoes» на современную музыку выражается в числе прочего в создании разного рода кавер-версий на эту композицию, исполнямых на различных музыкальных инструментах и в разных жанрах и стилях. «Echoes» входит в репертуар ряда известных исполнителей и многочисленных трибьют-групп, созданных исключительно для исполнения музыки Pink Floyd. Некоторые из этих групп взяли название «Echoes»: трибьют-группы «Echoes» из Германии, из Израиля из Португалии и группа «Echoes Of Pink Floyd» из США. Среди музыкантов, на которых «Echoes» оказала влияние, отмечаются, в частности, американский исполнитель Дин Уин и его новая группа, которые исполнили «Echoes» на одном из своих концертов в феврале 2014 года: «Мы выросли на фильме Live at Pompeii и вот, наконец, нам представилась возможность исполнить эту песню [Echoes] должным образом» («We grew up watching [Pink Floyd’s 1972 concert film] ‘Live at Pompeii’ all the time», they explain, «and finally got to execute this song properly»).
«Echoes» нередко включают в хит-парады прогрессивного рока, проводимые теми или иными интернет-сайтами, в частности, в списке «25 лучших песен всех времён в жанре прогрессивного рока» по версии сайта PopMatters композиция занимает 19-е место. На сайте Ultimateclassicrock среди 10 лучших композиций Pink Floyd 1970-х годов «Echoes» поставлена на 3-е место.

### Участники записи о композиции
Ричард Райт назвал «Echoes» одной из лучших композиций Pink Floyd:

— …Но я до сих пор думаю, что Echoes является одним из самых восхитительных треков, когда-либо записанных Floyd. Во время тура Дэвида Гилмора [2006 года] все были с этим согласны. Это стало ярчайшим моментом. Я играл ту самую ноту на фортепиано, и всё вокруг взрывалось.

— Что особенного в этой песне?

— Её звучание, сходное с течением. Начиная со вступления, тот плавный переход в невероятный фрагмент шума ветра… Затем тот известный всем звук чайки, сыгранный Дэвидом… Это была чудеснейшая песня во время записи её в студии, и просто фантастическая в исполнении на концертах. Мне очень нравится её играть.

— Вам не кажется, что она слишком меланхолична?

— Да, это так.
Оригинальный текст (англ.)...But I still think Echoes is one of the finest tracks the Floyd have ever done. Everyone on the David Gilmour tour agreed. It was the high-light. I’d hit that one note on piano and the whole place would erupt.
 Just what is it about that song?
 It’s the way it just rolls. From the intro, it rolls into incredible wind section... Then there’s David’s famous seagull sound...It was a glorious song to make in the studio, and it’s fantastic to play live. I love playing it.
 Don’t you think it’s rather melancholy?
 Yes, it is.

Дэвид Гилмор назвал «Echoes» примером столкновения двух творческих тенденций:

— В нас боролись два желания — бросить вызов ограничениям, выйти на новый уровень, уйти в область экспериментального, но при этом сохранить мелодичность. Если вспомнить альбом Meddle, особенно композицию «Echoes», то это яркий пример выбранного нами направления.

В книге «Вдоль и поперёк: Личная история Pink Floyd» Ник Мейсон отметил, что альбом Meddle «расслабленный, очень свободный, а композиция „Echoes“, по-моему, звучит по-прежнему очень здорово». Процесс записи «Echoes» Ник Мейсон прокомментировал следующим образом: «специфическая попытка сделать что-либо несколько другими способами».
Роджер Уотерс назвал «Echoes» «эпической звуковой поэмой».

## Видео и кинематограф
Студийная версия композиции «Echoes» звучит в австралийском фильме Crystal Voyager. Видеоряд финальной части этого фильма, сопровождающий музыку Pink Floyd, представляет собой сцены морских волн и подводные съёмки.

Постер фильма
Crystal Voyager

Идея съёмки видео появилась во время короткого турне Pink Floyd по Австралии в 1971 году, когда музыканты познакомились с сёрфингистом, фотографом и кинорежиссёром Джорджем Гринау. Он показал группе отрывки документального фильма о сёрфингистах, над которым в это время работал. В числе показанных фрагментов были съёмки камерами, укреплёнными на сёрфингистах, движущихся внутри «труб», образуемых высокими волнами. Джордж Гринау получил от Pink Floyd разрешение на использование музыки «Echoes» для его фильма, а группа, в свою очередь, получила разрешение использовать кадры его фильма во время своих концертных представлений. Позднее, в 1994 году режиссёр предложил новый материал, который группа использовала во время исполнения «The Great Gig in the Sky» в турне The Division Bell.
Премьера фильма, снятого совместно Джорджем Гринау и режиссёром Дэвидом Элфиком состоялась 5 декабря 1973 года в Сиднее.
В начале 1990-х годов одно из рекламных агентств безуспешно пыталось получить разрешение на использование музыки из «Echoes» и отрывков фильма Crystal Voyager для рекламы средства для чистки сантехники.
Существует ничем не подтверждённое предположение о том, что композиция «Echoes» была написана в качестве альтернативного саундтрека для фильма Стэнли Кубрика «Космическая Одиссея 2001». Данное предположение основано на фиксируемых синхронных изменениях музыки Pink Floyd и кадров одного из эпизодов фильма. По утверждению как исследователей творчества режиссёра, так и исследователей творчества группы, совпадения между музыкой «Echoes» и кадрами фильма «Космическая Одиссея 2001», если и существуют, то являются случайными. Известно, что Роджер Уотерс в то время выразил «глубочайшее сожаление в связи с тем, что не они писали саундтрек к фильму „Космическая Одиссея 2001“». Подобное совпадение, названное поклонниками группы эффектом «Тёмной стороны радуги», было обнаружено позднее при одновременном прослушивании альбома The Dark Side of the Moon и просмотре кинофильма 1939 года «Волшебник из страны Оз».

## Обвинение в плагиате
В 1992 году Роджер Уотерс во время выхода своей сольной работы Amused to Death дал интервью журналу Q, в котором утверждал, что Эндрю Ллойд Уэббер использовал гитарный рифф из композиции «Echoes» в своём мюзикле The Phantom of the Opera в том же размере такта 12/8, с той же структурой и нотами. Тем не менее, в суд по поводу плагиата Уотерс обращаться не стал.
Ранее Роджер Уотерс саркастично отозвался об Эндрю Ллойде Уэббере в своём творчестве. В текст песни «It’s a Miracle» из альбома Amused to Death был включён образ «жуткого слащавого маэстро», которому падающая крышка фортепиано ломает пальцы:

Ужасная музыка Ллойда Уэббера звучит год за годом… тогда крышка фортепиано падает и ломает его грёбаные пальцы. Это чудо!
Оригинальный текст (англ.)Lloyd Webber’s awful stuff runs for years and years and years… Then the piano lid comes down and breaks his fucking fingers. It’s a miracle.

## Кавер-версии
| alt |  | alt |  | alt |
| Собственные версии «Echoes» исполняет целый ряд известных музыкантов, в их числе (слева направо) Alien Sex Fiend, Dream Theater, Дин Уин |  |     |  |     |

- в 1994 году были записаны две электронные версии «Echoes», изданные неофициально: одна из этих версий (в стиле эмбиент) под названием «Echoes» (Deep Sea Mix) включает фрагмент оригинальной композиции длительность 9:32[134]; другая версия (в стиле транс) в составе цикла кавер-версий альбома Meddle охватывает полностью всю оригинальную запись длительностью 25:58[135];
- кавер-версия «Echoes», сокращённая до 7:36 минут, записана группой Alien Sex Fiend в трибьют-альбоме 1995 года A Saucerful Of Pink. A Tribute To Pink Floyd[136];
- в 2002 году группа Vitamin String Quartet записала версию «Echoes» длительностью 6:07 на струнных инструментах (скрипки, виола, виолончель) в рамках их программы String Quartet Tribute to Pink Floyd[137];
- в 2004 году кавер-версия была записана группой Mostly Autumn[англ.], играющей прогрессив-фолк; запись длительностью 17:02 минуты сделана с концерта в Стратфорде-на-Эйвоне, на котором группа играла в первом отделении только композиции Pink Floyd; кавер-версия издана в 2004 году на компакт-диске Pink Floyd Revisited[86] и в 2005 году на DVD Pink Floyd Revisited[англ.][138];
- кавер-версия под названием «Echoes Pt. 1» исполнялась в числе прочих кавер-версий композиций Pink Floyd группой Dream Theater; запись издана в 2006 году в альбоме Official Bootleg: Dark Side Of The Moon[87];
- в 2008 году кавер-версию «Echoes» для своего одноимённого альбома записала группа California Guitar Trio[139];
- кавер-версию всей композиции полностью в стиле эмбиент записал британский музыкант Banco de Gaia в 2009 году в альбоме Memories Dreams Reflections[140]; в 2007 году была выпущена сокращённая версия до 8:42 минут на сборнике Backspin: A Six Degrees Ten Year Anniversary Project[141];

- кавер-версию вступительной части «Echoes» на фортепиано исполнила в 2011 году пианистка Виктория Ермольева[англ.][142];
- в феврале 2014 года на концерте в Нью-Хоупе (Пенсильвания) композицию «Echoes» сыграл Дин Уин[англ.], бывший участник рок-группы Ween?!; длительность данной концертной версии составила более, чем 37 минут, что на 15 минут продолжительнее оригинала[88].

## Издания
Композиция «Echoes» издавалась в следующих студийных альбомах, концертных альбомах и сборниках группы Pink Floyd:
| год  | альбом                                                               | лейбл                    | примечание |
| ---- | -------------------------------------------------------------------- | ------------------------ | --- |
| 1971 | Meddle                                                               | Harvest                  | оригинальная запись |
| 1972 | Live at Pompeii                                                      | Universal Home Video     | концертная видеозапись, разделённая на две части — 11:22 + 12:44 |
| 1979 | The First XI                                                         | Harvest / EMI            | оригинальная запись в переиздании 11 студийных альбомов группы, включая альбом Meddle |
| 1992 | Shine On                                                             | EMI                      | оригинальная запись в переиздании 7 студийных альбомов и 5 синглов группы, включая альбом Meddle |
| 2001 | Echoes: The Best of Pink Floyd                                       | EMI                      | сокращённая версия до 16:30 в сборнике лучших композиций |
| 2003 | Classic Albums: Pink Floyd – The Making of The Dark Side of the Moon | Eagle Rock Entertainment | небольшой фрагмент композиции из фильма Live at Pompeii |
| 2007 | Oh, by the Way                                                       | EMI                      | оригинальная запись в переиздании 14 студийных альбомов группы, включая альбом Meddle |
| 2011 | Discovery                                                            | EMI                      | оригинальная запись в переиздании 14 студийных альбомов группы, включая альбом Meddle |
| 2016 | The Early Years 1965–1972                                            | Pink Floyd Records       | сборник 5: Reverber/ation — «Nothing, Part 14» (Echoes work in progress) — один из фрагментов студийных экспериментов, записанных в процессе сочинения «Echoes»; BBC Radio Session (концертная аудиоверсия — запись на радио BBC 30 сентября 1971 года); original 4.0 Quad mix 1971 (квадрофоническая версия 1971 года); сборник 6: Obfusc/ation — Journal de Paris — Les Pink Floyd (видеофрагмент из представления Roland Petit Ballet, записанный 12 января 1973 года в Париже); 2016 5.1 Audio Remix (перемикшированный аудиовариант из концерта Live at Pompeii); сборник 7: Continu/ation — Live at Wembley 1974 (концертная аудиоверсия, записанная на стадионе Wembley в 1974 году) |

Кроме того, «Echoes» была издана на многочисленных неофициальных записях, включая такие ранние бутлеги, как Return Of The Son Of Nothing, Live In Montreux 1971, The Last BBC Session 1971 и многие другие.

## Участники записи
В создании и записи композиции принимали участие:
Pink Floyd
- Дэвид Гилмор — музыка, электрогитары, вокал;
- Ричард Райт — музыка, клавишные (рояль, орган Хаммонда, орган Farfisa[англ.]), вокал;
- Роджер Уотерс — слова, музыка, бас-гитара;
- Ник Мейсон — музыка, ударные, перкуссия.

Продюсирование и звукозапись
- звукоинженеры — Питер Боун, Джон Лекки (EMI Эбби-Роуд, AIR[англ.]); Роб Блэк, Роджер Куэстед (Морган[англ.]);
- продюсеры — Pink Floyd.